# Boukidan
Boukidan of Boukidaren (Tamazight: ⴱⵓⴽⵉⴷⴰⵔⵏ) is een dorp in de Rifstreek in het noorden van Marokko, gelegen tussen Ajdir en Imzouren en op 15 kilometer ten zuidoosten van de stad Al Hoceima op het grondgebied van de stam Ait Waryaghar.
Het dorp ligt langs de autoweg route National Route 16 en is daarmee in het westen verbonden met Tétouan en in het oosten met de stad Nador. Hier zit de luchthaven Cherif Al Idrissi Airport.
Het dorp is staat bekend om haar verse visrestaurants en ambachtelijke grill/barbecue-tentjes.
De nationale school voor toegepaste wetenschappen, École nationale des sciences appliquées d'Al Hoceima, van Al Hoceima is hier gevestigd.

Hoofdplaats: Al Hoceïma

Steden: Imzouren · Beni Bouayach · Ait Youssef Ou Ali · Ajdir

Dorpen: Ait Kamara · Boukidan · Tamassint

Marokko: Regio's, provincies en prefecturen